# Шуберт, Ингрид
Ингрид Шуберт (нем. Ingrid Schubert, 7 ноября 1944, Эберн, Бавария — 12 ноября 1977, Мюнхен) — западногерманская активистка и одна из основателей Фракции Красной Армии (РАФ). Она участвовала в освобождении Андреаса Баадера из тюрьмы в мае 1970 года, а также в нескольких ограблениях банков до своего ареста в октябре 1970 года. В 1977 году её нашли мёртвой в камере.

## Биография
Шуберт участвовала вместе с Ульрикой Майнхоф и Ирене Гергенс в освобождении Андреаса Баадера из тюрьмы в мае 1970 года. Летом 1970 года она вместе с примерно двадцатью другими членами Фракции Красной Армии отправилась в Иорданию, чтобы пройти военную подготовку в составе палестинской боевой группировки «ФАТХ». В РАФ она использовала кодовые имена Ирен и Нина. 29 сентября 1970 года Шуберт управляла автомобилем, на котором скрывались преступники во время ограбления сберегательного банка в Берлине Фракцией Красной армии. Летом и осенью 1970 года Шуберт приняла участие как минимум в двух ограблениях банков. 8 октября 1970 года её арестовали на квартире в Берлине вместе с членами РАФ Хорстом Малером, Бригиттой Асдонк и Ирене Гергенс.
Шуберт судили вместе с Хорстом Малером и Гергенс; судебный процесс начался 1 марта 1971 года, а в апреле Шуберт была приговорена к 13 годам тюремного заключения. В 1975 году она была одной из заключённых, освобождения которых требовали во время осады посольства Западной Германии в Стокгольме.
В 1976—1977 гг. она была заключена в тюрьму JVA Штутгарт вместе с Баадером, Гудрун Энслин, Ульрикой Майнхоф, Яном-Карлом Распе, Ирмгард Мёллер и Бригиттой Монхаупт, где она приняла участие в нескольких голодовках. Осенью 1977 года в Германии РАФ похитили Ганса Мартина Шлейера и потребовали освободить из тюрьмы Шуберт и других членов РАФ. После штурма самолёта, захваченного РАФ, 18 октября 1977 года немецкое государство объявило, что Баадер и Энслин покончили жизнь самоубийством, а Распе и Мёллер получили ранения. Позже Распе умер, а Мёллер выжил и заявил, что никакого самоубийства не было, а смерти были убийствами. Шуберт перевели в тюрьму Штадельхайм в Мюнхене и нашли мёртвой в своей камере 11 ноября 1977 года. Власти заявили, что смерть наступила через повешение, а вскрытие не обнаружило доказательств самоубийства. Шуберт незадолго до этого говорила своему адвокату, что у неё нет планов покончить с собой.

## Память
Когда в 1986 году Герольд Браунмюль был убит Фракцией Красной армии, ответственность за убийство взяла на себя "Kommando Ingrid Schubert".